# Karras (Friedland)
Karras (niedersorbisch Karas) ist ein Ortsteil der amtsfreien Stadt Friedland im Landkreis Oder-Spree (Brandenburg). Karras gehörte im ausgehenden Mittelalter zur Herrschaft Friedland, die 1533 ein Ordensamt des Johanniterordens wurde. Bis zur Eingemeindung nach Friedland im Jahr 2001 war Karras eine selbständige Gemeinde.

## Geographie
Karras liegt knapp vier Kilometer südöstlich von Friedland, etwa elf Kilometer südlich von Beeskow und knapp elf Kilometer Luftlinie nördlich von Lieberose. Der Ort ist durch einen Abzweig von der B 168, die durch den südwestlichen Teil der Gemarkung verläuft, zu erreichen. Kleinere Fahrwege zweigen auch beim Wohnplatz Postbrücke und unmittelbar am südlichen Ortsausgang von Friedland von der B 168 ab. Nördlich von Karras zweigt eine kleine Straße nach Günthersdorf ab.
Die Gemarkung von Karras grenzt im Norden an die Gemarkung der Stadt Friedland, im Osten an Günthersdorf, im Südosten an Trebitz, im Süden an Schadow und im Westen an die Gemarkung von Niewisch. Die Gemarkung ist von zwei kleineren Gewässern geprägt; die Wuggel bildet die nordöstliche Gemarkungsgrenze (zu Friedland und Günthersdorf), die Sangase bildet die Gemarkungsgrenze zu Schadow und Niewisch. Höchster Punkt ist ein flacher Hügel im Südosten der Gemarkung mit etwa 68 m, tiefster Punkt die das Tal der Wuggel mit etwa 49 m. Der gesamte südöstliche Zipfel der Gemarkung ist bewaldet. Aber auch im zentralen und westlichen Teil, der überwiegend durch die Landwirtschaft geprägt ist, gibt es zwei größere Waldparzellen.
Zu Karras gehört der Wohnplatz Postbrücke. Die Lage des Ortes ist insofern bemerkenswert, da er unmittelbar am nordöstlichen Rand der Gemarkung liegt.

## Geschichte
Der Ort wird möglicherweise bereits in einer Urkunde des Jahres 1249 als Corasno erstmals genannt. 1336 heißt es in einer deutsch gefassten Abschrift derselben Urkunde Carasne. In beiden Fällen ist jedoch die Identifizierung mit Karras nicht sicher. Sicher ist dagegen die Nennung von 1518 als Chariß. Nach Ernst Eichler leitet sich der Name von einer nso. Grundform *karas für Karausche ab. Auch der Fischname Karausche wurde aus dem Slawischen ins Deutsche übernommen. Die Karausche lebt bevorzugt in flachen, stark bewachsenen Seen, Weihern und Teichen. Mindestens zwei Pfühle, die das Rentamt Friedland 1826 verkaufte, lagen auf der Gemarkung von Karras. Nach Rudolf Lehmann ist es der Dorfstruktur nach ein Sackgassendorf; diese Struktur hat sich bis heute wenig geändert.

### Besitzgeschichte

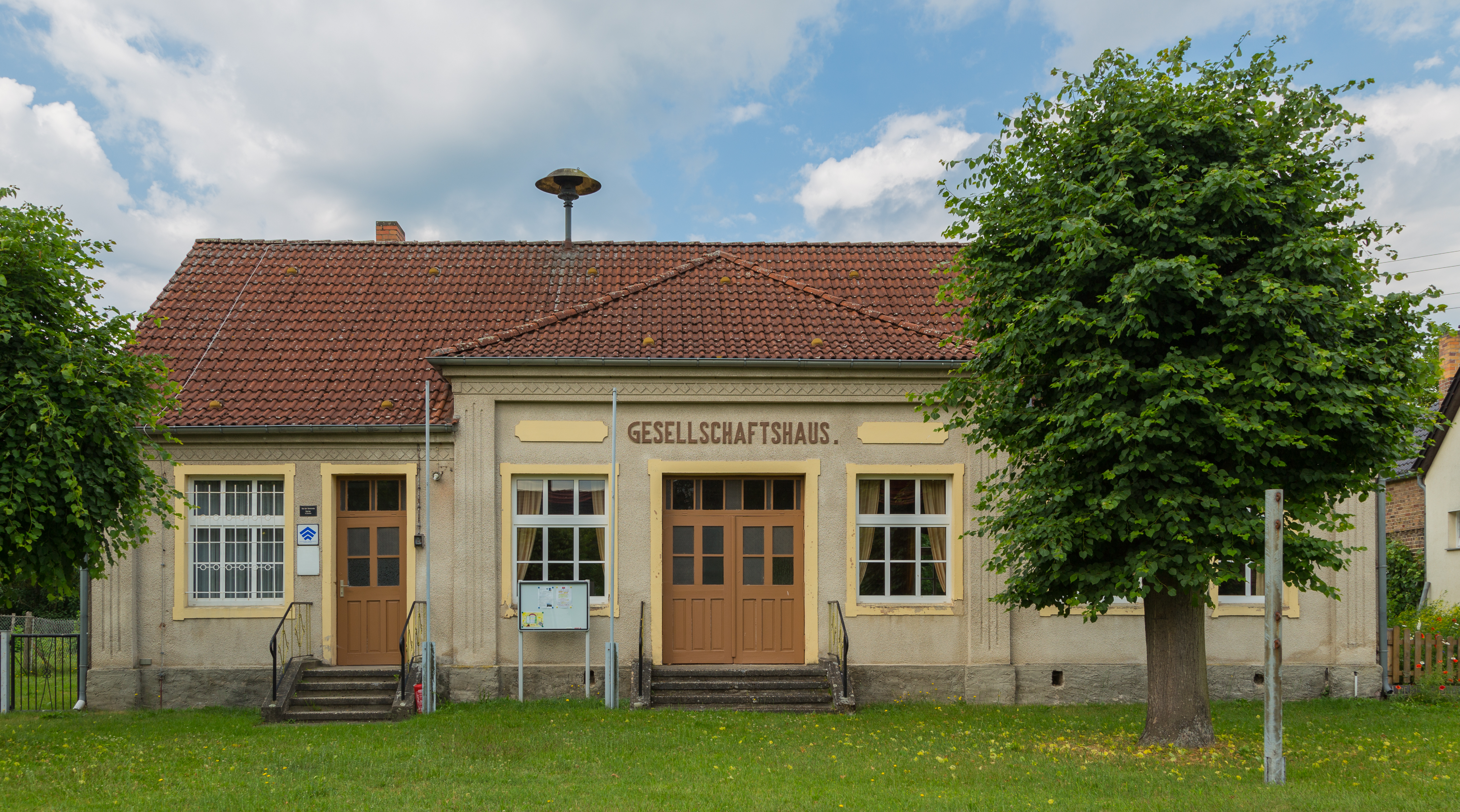
Dorfgemeinschaftshaus (Gesellschaftshaus)

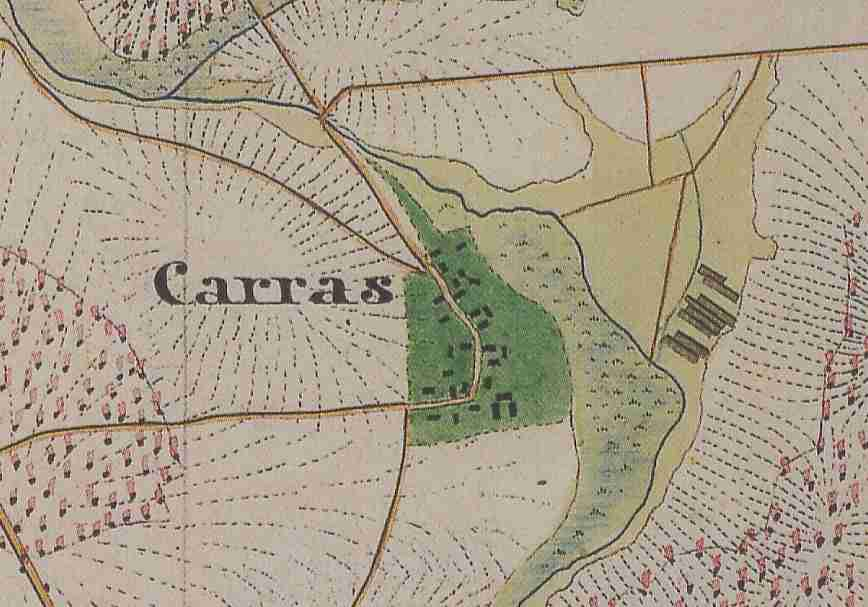
Karras auf dem Urmesstischblatt von 1846

Karras war im ausgehenden Mittelalter Zubehör zur Herrschaft Friedland, die sich vermutlich um die Mitte des 13. Jahrhunderts, am Straßendreieck der Wege nach Beeskow, Lieberose und Neuzelle und den Übergang Neuzeller Straße über die Niederung des Dammmühlenfließes um die dortige Burg entwickelte. Im Schutze der Burg entstand auch das Städtchen Friedland. Burg und Stadt wurden vermutlich von Markgraf Heinrich dem Erlauchten von Meißen, damaliger Markgraf der Lausitz, angelegt.
Im Jahr 1301 wurden Burg und Städtchen Friedland (castrum et oppidum) erstmals urkundlich genannt. Bereits 1307 war Burg und Stadt in den Besitz des Timo v. Strele (Strehla) gekommen. 1415 war Burg und Stadt im Besitz des Otto v. Kittlitz, der auch die Herrschaft Spremberg innehatte. 1438, 1449 und 1453 waren dann die von Lossow die Besitzer von Burg und Städtchen Friedland. Mitbelehnt seit 1443 waren auch seine Söhne Hans und Caspar v. Lossow, die 1452 noch auf der Burg Friedland saßen. 1468 war die Herrschaft Friedland in den Besitz des Henning Quast übergegangen. 1472 wurden zwei Brüder Beynewitz mit der Herrschaft Friedland belehnt, und 1477 saß Nickel Bennewitz auf der Burg in Friedland. Vermutlich bald nach dem Verkauf seines bisherigen Stammbesitzes, der Herrschaft Wehlen an der Elbe in Sachsen (heute Stadt Wehlen), erwarb Niclas v. Köckritz die Herrschaft Friedland sowie die Herrschaft Schenkendorf bei Guben, und 1481 auch noch die Herrschaft Lieberose (Lieberose im Landkreis Dahme-Spreewald). Niclas v. Köckritz wurde 1490 Landvogt der Niederlausitz, ein Amt, das er bis 1494 innehatte. 1496 kaufte er zusätzlich noch die Herrschaft Lübbenau. 1499 starb Niclas v. Köckritz und im gleichen Jahr wurden seine sieben Söhne Hans, Nickel, Heinrich, Dietrich, Caspar, Lippold und Poppo mit dem umfangreichen Besitz belehnt. 1503 verkauften sie die Herrschaft Lübbenau für 9000 Gulden an Werner v. d. Schulenburg. 1512 musste die Herrschaft Schenkendorf um 12.000 Gulden auf Wiederkauf an den Johanniterorden verkauft werden. Die Herrschaft Friedland war an Caspar v. Köckritz gefallen. 1518 starb Caspar v. Köckritz und hinterließ vier Söhne, nur der älteste Sohn Georg war schon mündig. Da die Herrschaft stark verschuldet war, verkaufte der Niederlausitzer Landvogt Heinrich Tunkel v. Bernitzko als Vertreter des Lehensherrn und Vormund der drei noch unmündigen Kinder Hans, Andreas und Peter v. Köckritz die Herrschaft Friedland für 16.750 Rheinischer Gulden an den Johanniterorden bzw. den Johanniterordensmeister Georg v. Schlabrendorf. König Ludwig II. hatte 1523 zunächst seine Zustimmung zum Verkauf gegeben, zog sie aber später wieder zurück. 1527 belehnte der neue böhmische König, der Habsburger Ferdinand I. die Brüder Georg, Hans und Andreas v. Köckritz förmlich mit der Herrschaft Friedland. Sie mussten aber ihren Besitz schließlich 1533 für 21.500 Taler an den Johanniterorden verkaufen.
Die Herrschaft Friedland wurde nun in ein Ordensamt umgewandelt, dessen Einkünfte dem Herrenmeister der Balley Brandenburg als Tafel- und Kammergut zukamen. Die Herrschaft Friedland blieb nun im Besitz des Johanniterordens bis 1811. Lediglich während des Dreißigjährigen Krieges von 1643 bis 1650 gab es eine Unterbrechung, als sich der schwedische Oberst Johann Wittkopp das Ordensamt widerrechtlich angeeignet hatte.
1811 wurde die Balley Brandenburg aufgehoben. Letzter Herrenmeister war August Ferdinand Prinz von Preußen. Das Ordensamt Friedland wurde vom damaligen sächsischen König Friedrich August I. eingezogen und in ein sächsisches Amt umgewandelt. 1815 verlor das Königreich Sachsen über die Hälfte seines Staatsgebietes an Preußen, darunter auch die Niederlausitz. Das sächsische Amt Friedland wurde 1815 in ein preußisches Rentamt umgewandelt, das erst 1874 aufgelöst wurde.
| Bevölkerungsentwicklung von 1818 bis 2002 | Bevölkerungsentwicklung von 1818 bis 2002 | Bevölkerungsentwicklung von 1818 bis 2002 | Bevölkerungsentwicklung von 1818 bis 2002 | Bevölkerungsentwicklung von 1818 bis 2002 | Bevölkerungsentwicklung von 1818 bis 2002 | Bevölkerungsentwicklung von 1818 bis 2002 | Bevölkerungsentwicklung von 1818 bis 2002 | Bevölkerungsentwicklung von 1818 bis 2002 | Bevölkerungsentwicklung von 1818 bis 2002 | Bevölkerungsentwicklung von 1818 bis 2002 | Bevölkerungsentwicklung von 1818 bis 2002 | Bevölkerungsentwicklung von 1818 bis 2002 | Bevölkerungsentwicklung von 1818 bis 2002 | Bevölkerungsentwicklung von 1818 bis 2002 |
| ----------------------------------------- | ----------------------------------------- | ----------------------------------------- | ----------------------------------------- | ----------------------------------------- | ----------------------------------------- | ----------------------------------------- | ----------------------------------------- | ----------------------------------------- | ----------------------------------------- | ----------------------------------------- | ----------------------------------------- | ----------------------------------------- | ----------------------------------------- | ----------------------------------------- |
| Jahr                                      | 1818                                      | 1846                                      | 1871                                      | 1890                                      | 1910                                      | 1925                                      | 1939                                      | 1946                                      | 1950                                      | 1964                                      | 1971                                      | 1981                                      | 1991                                      | 2000                                      |
| Einwohner                                 | 62                                        | 73                                        | 101                                       | 91                                        | 83                                        | 82                                        | 73                                        | 118                                       | 115                                       | 64                                        | 65                                        | 62                                        | 56                                        | 57                                        |

### Ortsgeschichte
Durch den südwestlichen Teil der Feldmark führte in der frühen Neuzeit die Poststraße von Liebrose nach Friedland; sie führte jedoch in einiger Entfernung am Ort vorbei. An der Brücke über die Sangase siedelte sich ein Krug an, aus dem sich der heutige Wohnplatz Postbrücke entwickelte. Karras war am Übergang des späten Mittelalters zur frühen Neuzeit sozusagen Grenzdorf zwischen der Herrschaft (später Ordensamt) Friedland und der Herrschaft Lieberose. Die Postbrücke war auch Zollstation.
Im Dreißigjährigen Krieg wurde das Dorf weitgehend zerstört und entvölkert. 1642 wohnten nur noch zwei Bauern im Ort, neun Hausstellen waren verwüstet. 1665 waren aber immerhin schon wieder neun Hausstellen besetzt. Der Lehnschulze bewirtschaftete sechs Hufen, vier Bauern je fünf Hufen und vier Kossäten je eine Hufe. Insgesamt lagen auf der Feldmark von Karras also 30 Hufen. 1708 werden nur noch drei Bauern und vier Kossäten genannt. Für 1730 lauten die Zahlen: vier Bauern und fünf Kossäten. Das Schmettausche Kartenwerk von 1767/87 verzeichnet die Postbrücke mit der Poststraße und einen Weinberg südlich des Ortskerns an einem Weg, der vom Ort zur Postbrücke führte.
1809 wohnten drei Ganzbauern (Vollbauern), darunter auch der Lehnschulze, fünf Ganzkossäten und zwei Häusler oder Büdner in Karras. Beim Ort wurde noch bis 1802 Wein angebaut. 1818 wurden elf Feuerstellen und 62 Bewohner in Karras verzeichnet. 1826 verkaufte das Rentamt Friedland zwei Pfühle auf der Gemarkung von Karras, die bisher dem Amt gehört hatten. Bis 1840 hatte sich der Ort kaum verändert; in elf Häusern wohnten 69 Menschen. 1853 hatte die Gemarkung eine Größe von 1736 Morgen. 1864 war die Zahl der Wohngebäude zwar gleich geblieben; es wohnten aber nun 84 Menschen in diesen elf Häusern. 1871 lebten dann 101 Menschen in Karras; damit war aber der Höhepunkt der Einwohnerentwicklung erreicht. Lediglich in den Jahren nach 1945 wurde durch die Aufnahme von Flüchtlingen diese Zahl für einige Jahre überschritten, um in den Jahren nach 1950 wieder deutlich unter 100 Einwohner zu fallen. Heute hat Karras noch 59 Einwohner.

## Politische Zugehörigkeit
Der Ort liegt in der Niederlausitz und gehörte in sächsischer Zeit zum Krummspreeischen Kreis (auch im 18. Jahrhundert gelegentlich schon Lübbenscher Kreis genannt). Nach der Abtretung der Niederlausitz an Preußen 1815 wurde der Kreis nun Lübbenscher Kreis oder Kreis Lübben bezeichnet. Er verblieb bis zur Kreisreform von 1952 in der damaligen DDR im Kreis Lübben. 1952 wurden die nördlichen Teile des alten Kreises Lübben abgetrennt und dem neugeschaffenen Kreis Beeskow zugewiesen. Nach der Wende schloss sich Karras mit 15 anderen Gemeinden zum Amt Friedland (Niederlausitz) zusammen. In der Kreisreform von 1993 wurden die Kreise Beeskow, Fürstenwalde, die kreisfreie Stadt Eisenhüttenstadt und der Landkreis Eisenhüttenstadt zum Landkreis Oder-Spree zusammengeschlossen; Karras (und das Amt Friedland (Niederlausitz)) war nun eine eigenständige Gemeinde im Landkreis Oder-Spree.
Mit dem freiwilligen Zusammenschluss von 13 Gemeinden des Amtes Friedland (Niederlausitz) zur neuen Stadt Friedland im Jahr 2001 verlor Karras seine Selbständigkeit und ist seither ein Ortsteil der Stadt Friedland. Das Amt Friedland (Niederlausitz) bestand zuletzt nur noch aus zwei Gemeinden und wurde zum 26. Oktober 2003 aufgelöst, die letzte amtsangehörige Gemeinde Groß Muckrow wurde zeitgleich per Gesetz in die Stadt Friedland eingegliedert. In Karras wird der Ortsvorsteher direkt gewählt. Derzeit (Anfang 2015) ist Rainer Töpel Ortsvorsteher.

## Kirchliche Zugehörigkeit
Der Ort hat keine eigene Kirche, sondern war nach Niewisch eingepfarrt. Er gehört heute zur Evangelischen Kirchengemeinde Friedland-Niewisch.

## Denkmale und Sehenswürdigkeiten
Die Denkmalliste des Landes Brandenburg für den Landkreis Oder-Spree verzeichnet für Karras ein Boden- und ein Baudenkmal:
- Nr. 90855 Bodendenkmal: Dorfkern deutsches Mittelalter, Dorfkern Neuzeit
- Nr. 09115495 Baudenkmal: ehemalige Zollstation (heute Gasthaus „Postbrücke“)